# Savigny-le-Vieux

Savigny-le-Vieux este o comună în departamentul Manche, Franța. În 1 ianuarie 2022 avea o populație de 402 de locuitori.